# カリツー
カリツー株式会社（KARITSU CO., LTD. ）は、愛知県安城市三河安城町に本社を置く、自動車部品輸送を主体とするトラック運送事業者。

## 沿革
- 1950年（昭和25年） - 設立登記完了。刈谷通運株式会社として事業を開始。
- 1959年（昭和34年） - 全国通運代理店契約締結。
- 1996年（平成8年） - 社名を刈谷通運株式会社からカリツー株式会社へ変更、本社所在地を刈谷市から安城市へ移した。
- 2000年（平成12年） - ISO 9002、ISO 14001認証取得。
- 2004年（平成16年） - 14事業所がグリーン経営認証取得。
- 2016年（平成28年） - カリツーの九州地区拠点を分社化し、カリツー九州株式会社として事業開始。
- 2018年（平成30年） - タイ現地法人「カリツーロジスティクス（タイランド）」を設立。
- 2020年（令和2年） - 自動車部品以外の輸送業務窓口としてカリツーロジセンター７０を開設。

## 主要取引先
トヨタ自動車株式会社、株式会社デンソー、株式会社デンソーロジテム、株式会社アイシン、トヨタ車体株式会社、カリモク家具販売株式会社、古河電気工業株式会社、日本精工株式会社、トヨタ紡織株式会社、豊田通商株式会社、トヨタ輸送株式会社、マツダ株式会社、中央可鍛工業株式会社、日野自動車株式会社、　他多数。

## 事業所
本社含め全40事業所が存在している。

### 本社
- 愛知県安城市三河安城町一丁目4番地4

### 営業拠点
北海道
- 苫小牧営業所（苫小牧市）

群馬県
- 群馬営業所（太田市）

茨城県
- 茨城営業所（結城市）

埼玉県
- 埼玉営業所（加須市）

神奈川県
- 神奈川営業所（伊勢原市）

静岡県
- 静岡営業所（藤枝市）

愛知県
- 豊橋営業所（豊橋市）
- 田原物流センター（田原市）
- 岡崎営業所、岡崎東営業所、ロジテム岡崎（岡崎市）
- 岡崎物流センター（豊田市）
- 豊田西物流センター、みよし物流センター（みよし市）
- 東刈谷営業所、安城南営業所、東端物流センター、電子デバイスセンター、カスタマーロジセンター７０、安全教育研修センター（安城市）
- 刈谷北営業所、刈谷物流センター、刈谷物流センター通運課、刈谷中央物流センター、刈谷西物流センター、小垣江物流センター、ロジテム小垣江（刈谷市）
- 衣浦物流センター（知多郡）
- 西尾東物流センター、西尾営業所、西尾北物流センター（西尾市）
- 名港営業所（海部郡）
- 名古屋オフィス（名古屋市）

三重県
- 三重いなべ営業所（いなべ市）

大阪府
- 大阪営業所（摂津市）

広島県
- 広島海田物流センター（広島市）
- 広島西条営業所、広島志和営業所（東広島市）

福岡県
- 九州統括事業所（宮若市）

## 関連会社
- 光徳商事株式会社
- 大和高速運輸株式会社
- 光徳運輸株式会社
- カリツー東日本株式会社
- カリツー北海道株式会社
- カリツー九州株式会社
- 千幸開発株式会社
- カリツーオートテクノ株式会社
- 日豊高速運輸株式会社
- カリツーロジスティクス（タイランド）
- カリツートランスポート（タイランド）